# Moor Park (Metropolitano de Londres)
Moor Park é uma estação do Metrô de Londres no distrito de Three Rivers em Hertfordshire, que atende Moor Park, e também Eastbury e South Oxhey. A estação está fora dos limites da Grande Londres mas está tanto na Zona 6 quanto na Zona 7, entre as estações da linha Metropolitan de Rickmansworth, Croxley (no ramal de Watford) e Northwood.

## História
A extensão da rota de Pinner a Rickmansworth foi inaugurada em 1887 pela Metropolitan Railway. Pouco depois em 1899, os trens da Great Central Railway também passavam por aqui, seguindo a Metropolitan via Verney Junction. Moor Park só abriu em 9 de maio de 1910, e a estação se chamava Sandy Lodge, em homenagem ao campo de golfe Sandy Lodge. Foi renomeada para Moor Park & Sandy Lodge em 1923 para refletir a área em que estava. Em 1950, a estação foi renomeada para Moor Park e foi totalmente reconstruída em 1961, aumentando o número de plataformas para quatro: duas para trens no sentido norte e duas para trens no sentido sul para a cidade. Os trens da British Rail e da Network SouthEast pararam de fazer escala em Moor Park a partir de 1993.
Desde o horário de 2011, os trens rápidos e semirrápidos só circulam nos horários de pico. Os trens rápidos para Aldgate param na plataforma 2, e para Amersham ou Chesham na plataforma 1 no horário de pico. Em outros horários e nos fins de semana os trens partem das plataformas 3 e 4, para Baker Street ou Aldgate ao sul, e para Watford, Amersham ou Chesham ao norte.

## Galeria

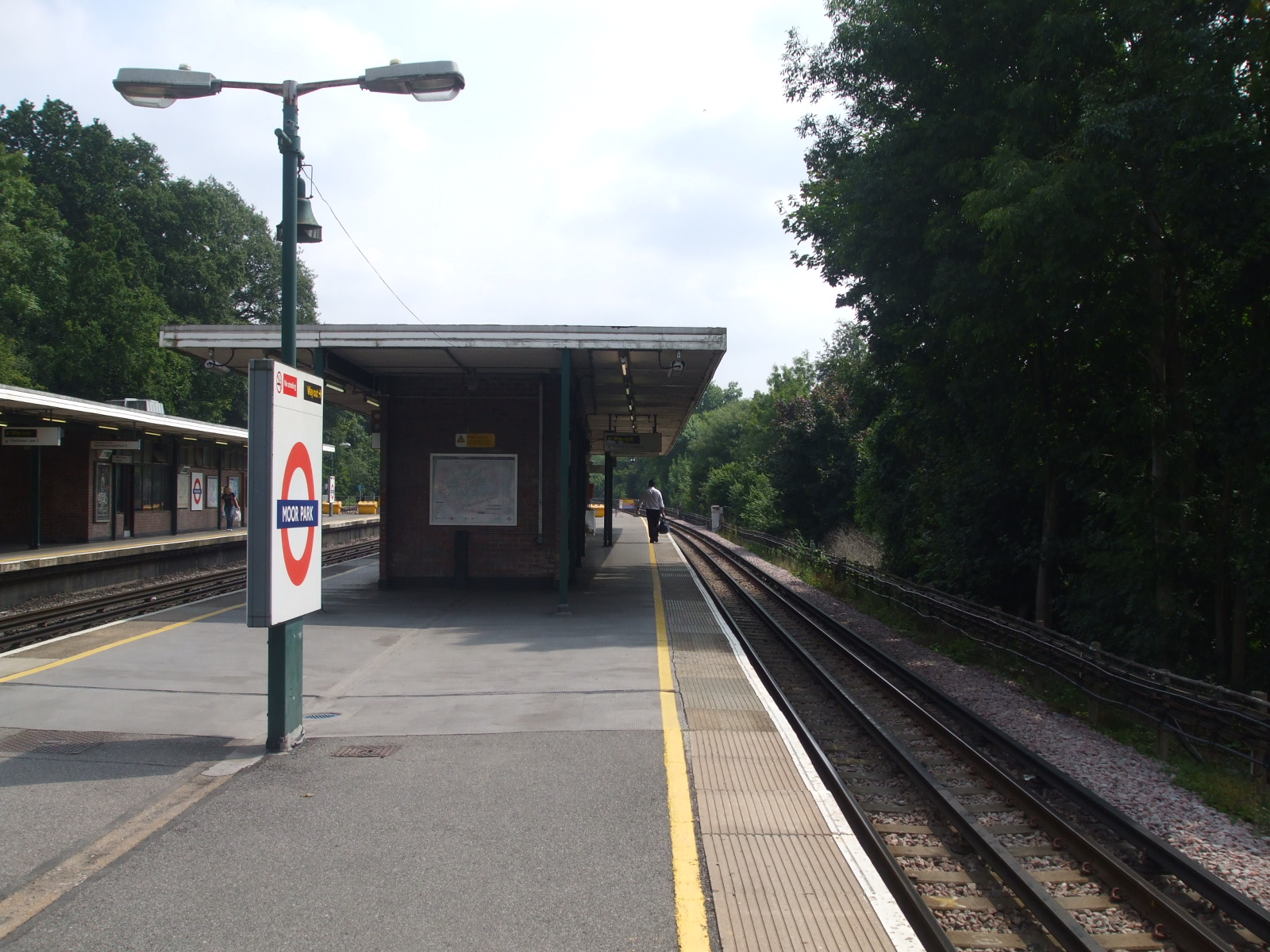
Plataforma rápida em direção ao norte voltada para o sul (plataforma 1)
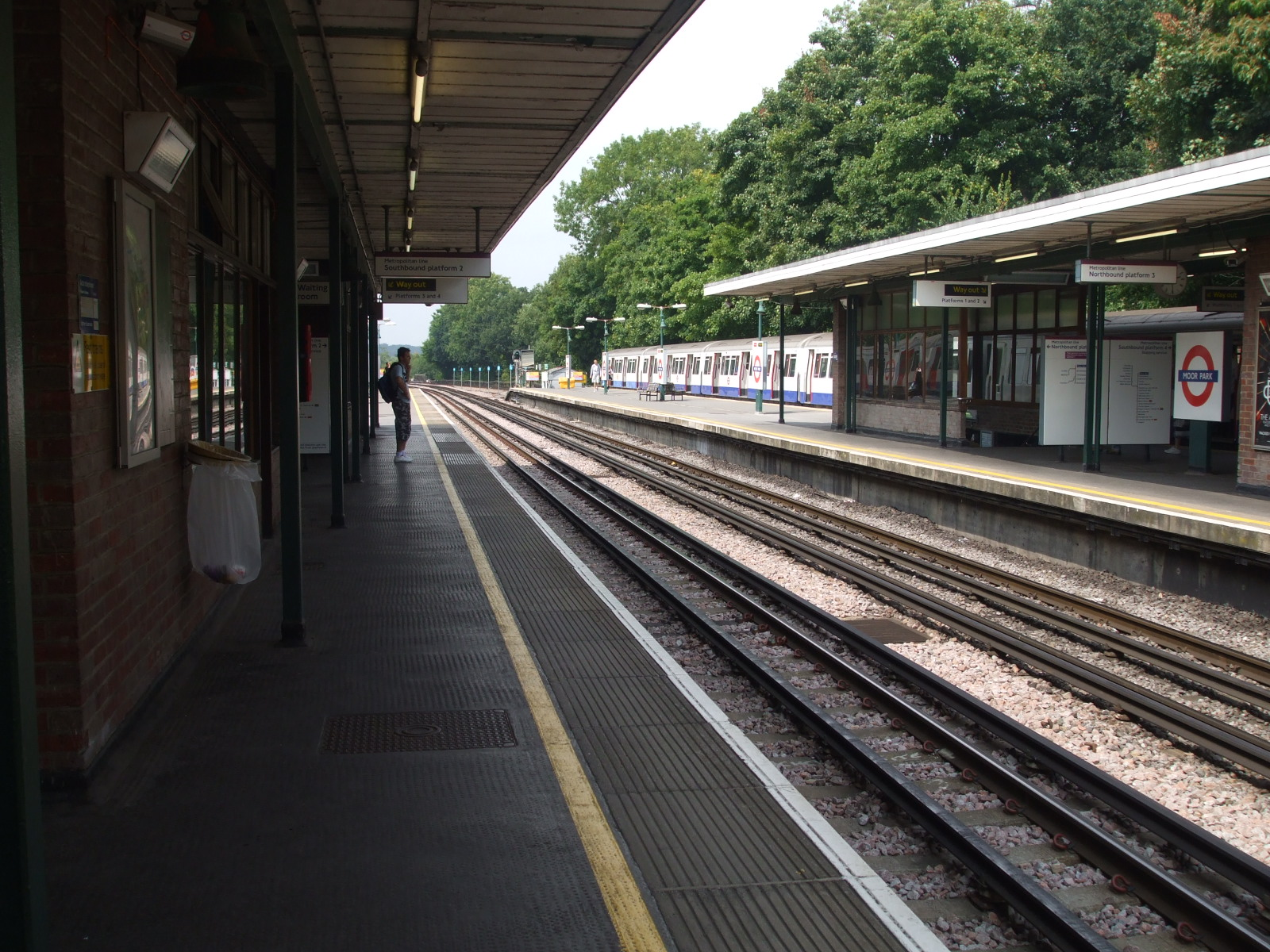
Plataforma rápida em direção ao sul voltada para o norte (plataforma 2)
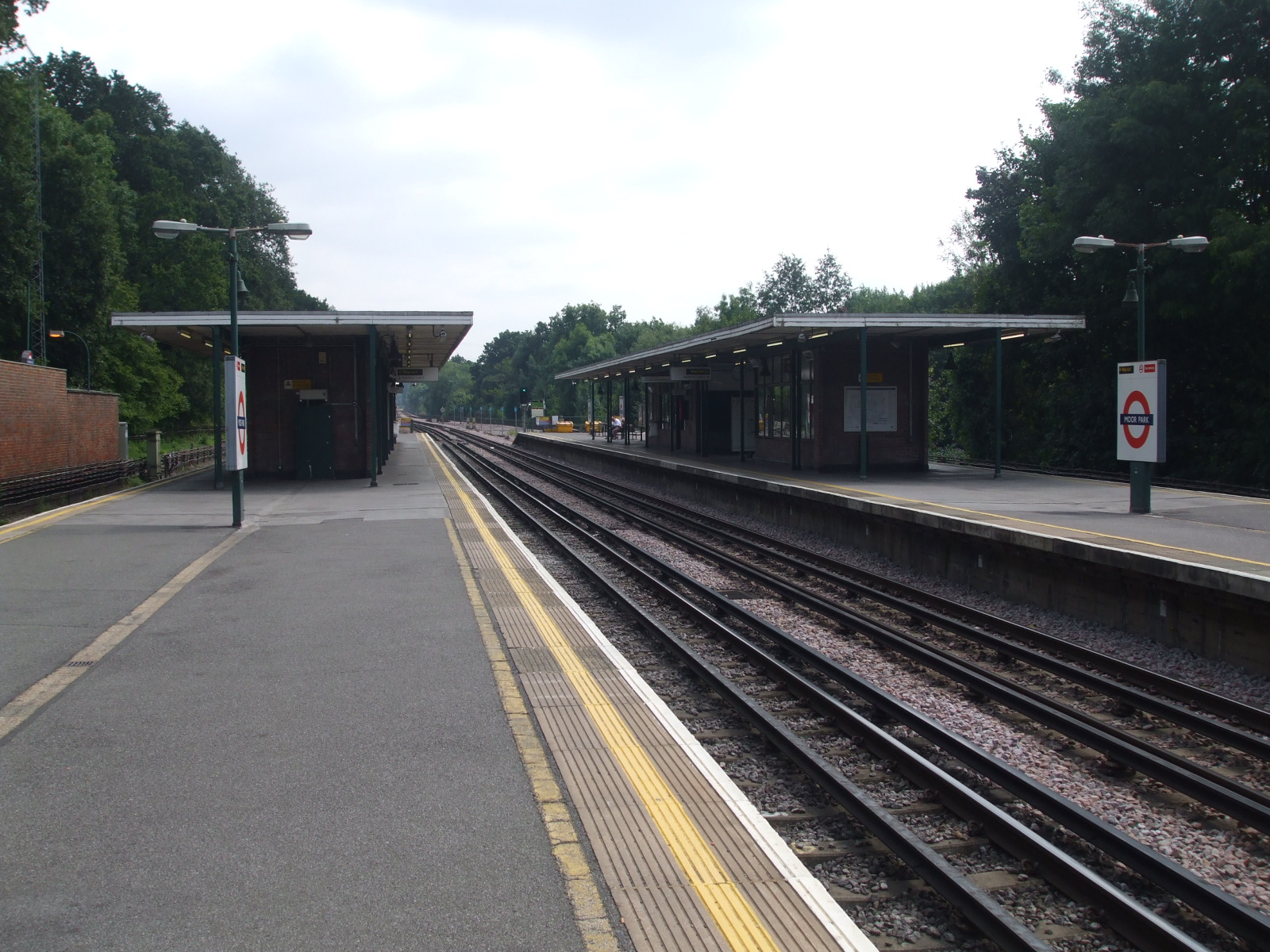
Plataforma lenta em direção ao norte (todas as estações) voltada para o sul (plataforma 3)
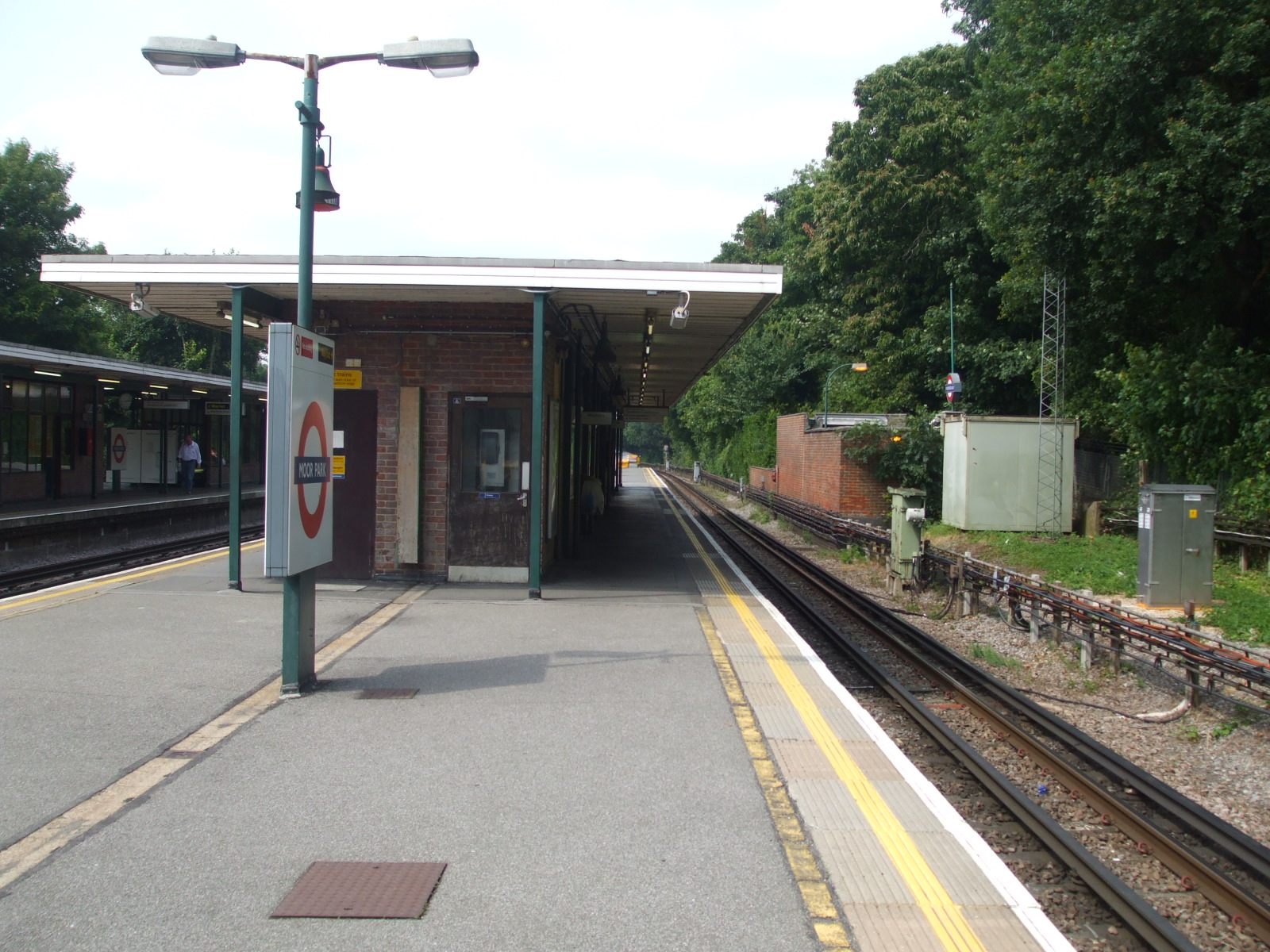
Plataforma lenta em direção ao sul (todas as estações) voltada para o norte (plataforma 4)
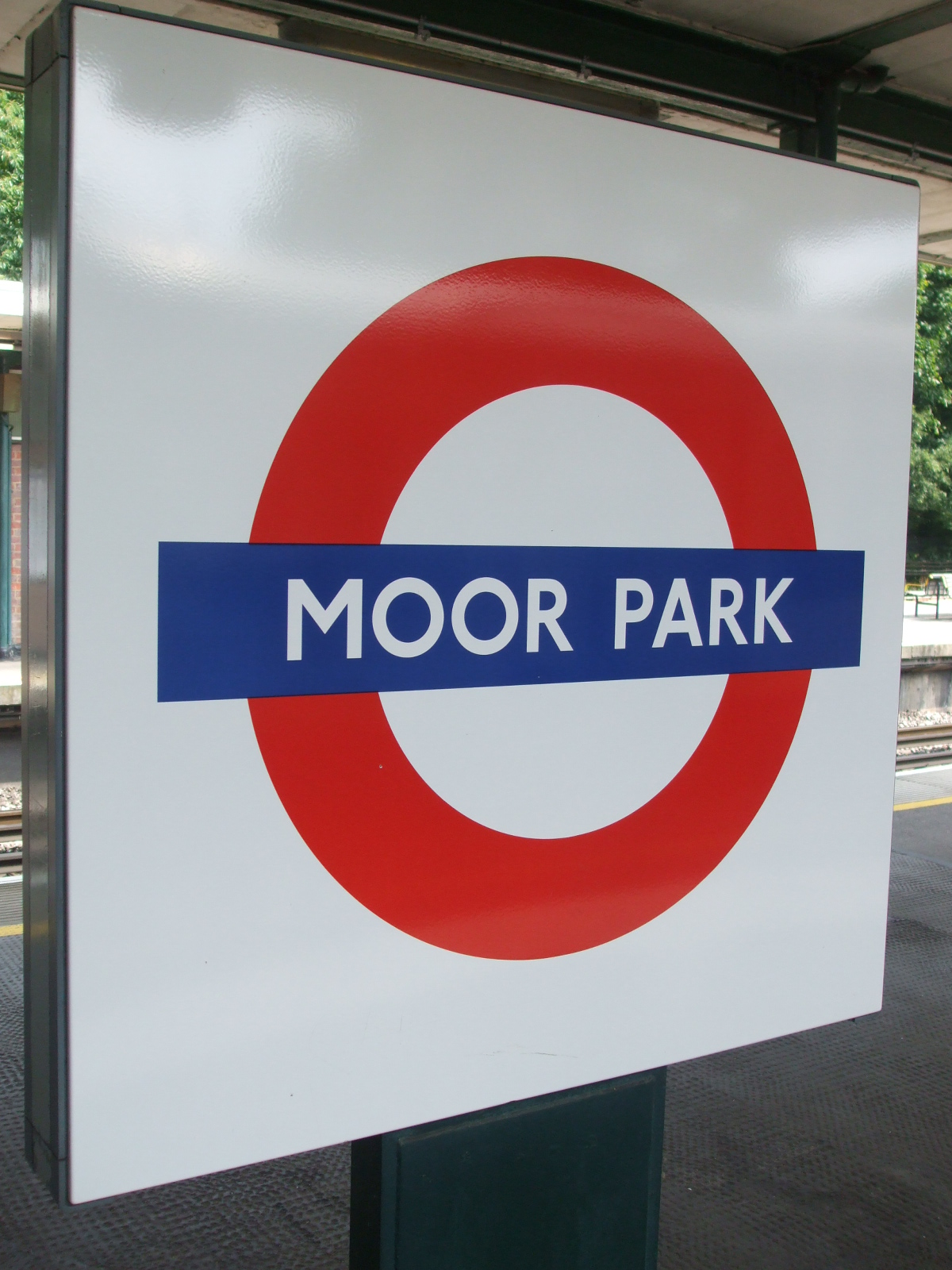
Roundel de plataforma da estação
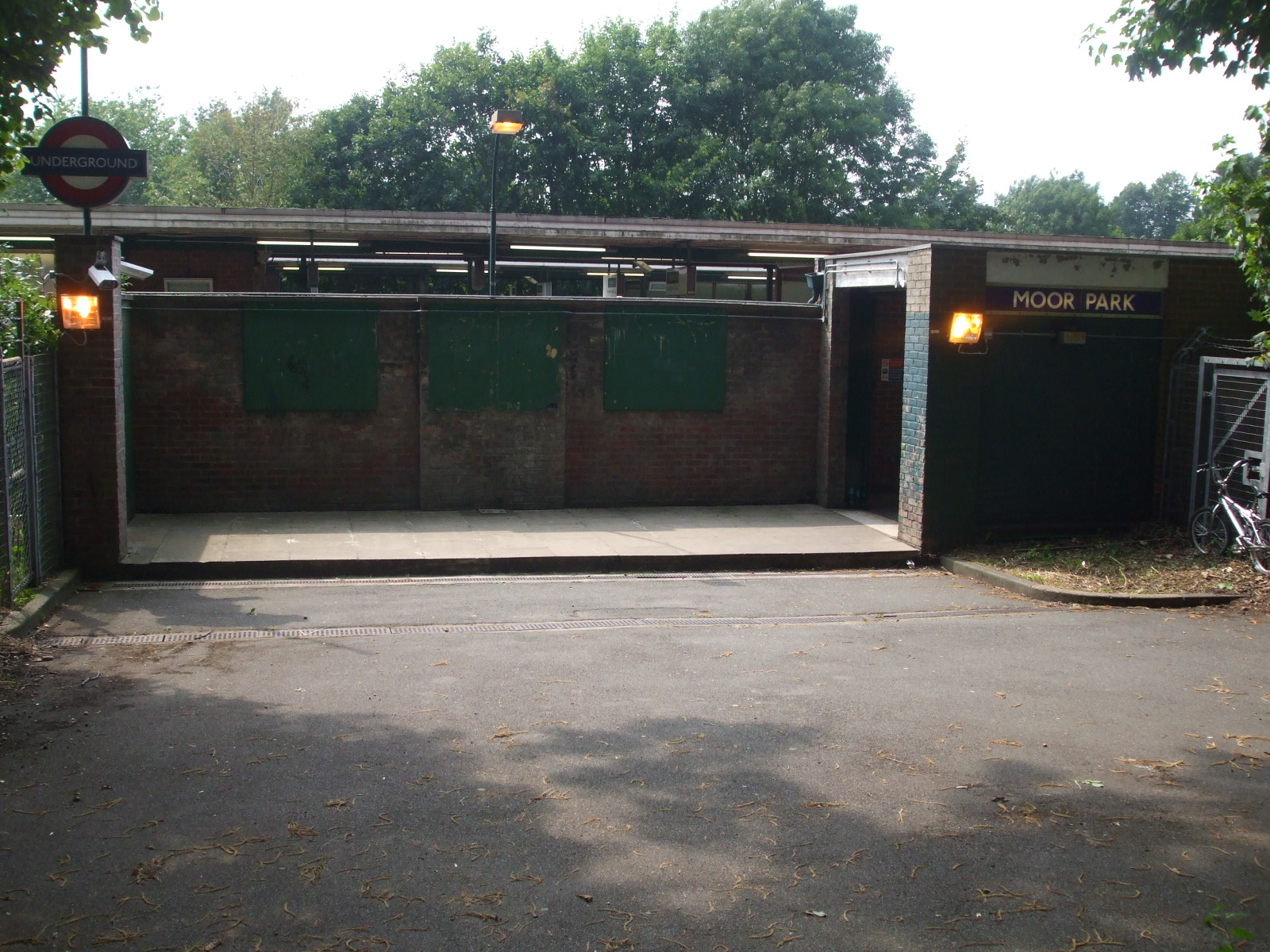
Entrada traseira no lado com destino a Londres, na trilha para Sandy Lodge
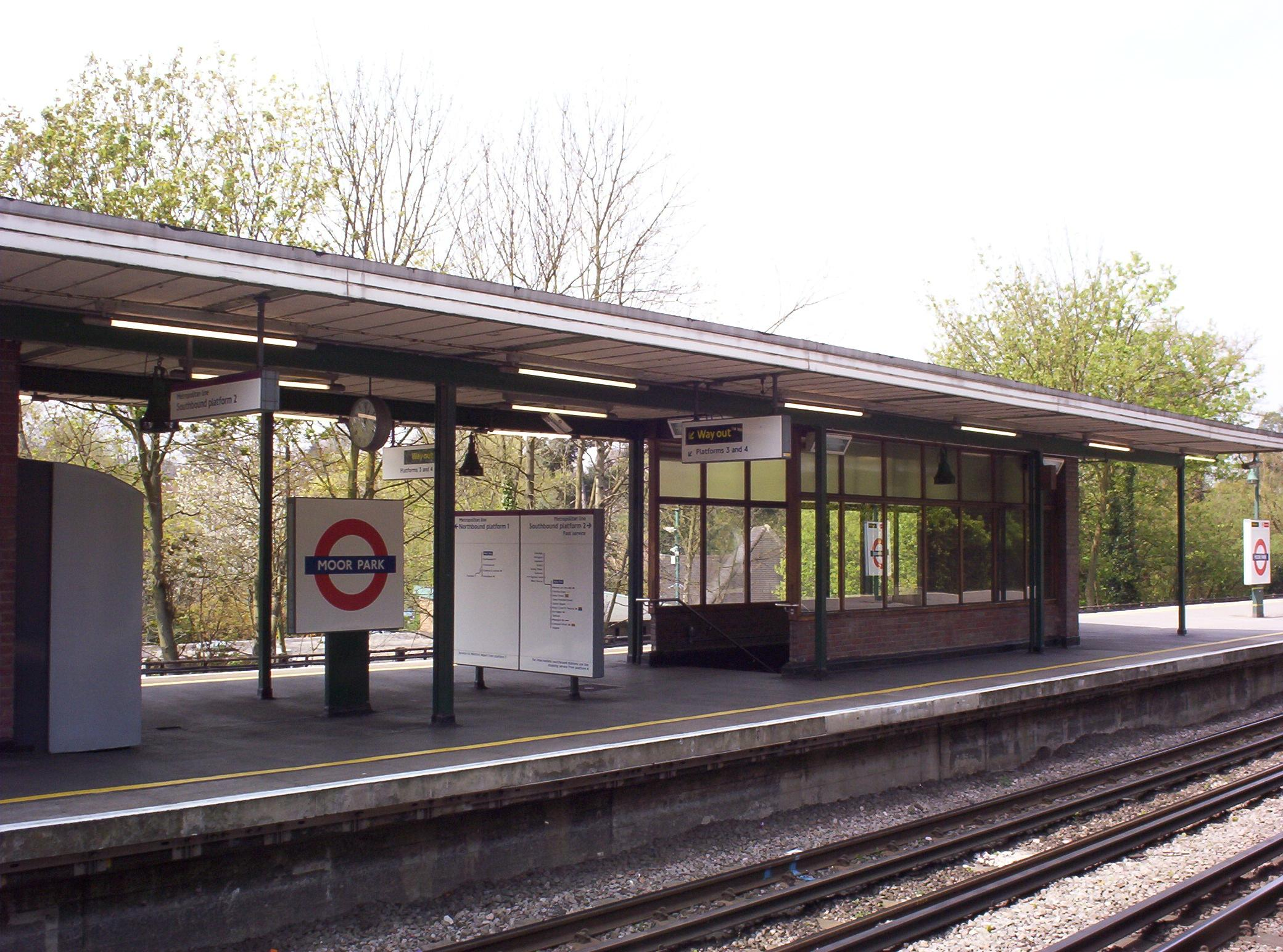
Estação de metrô Moor Park
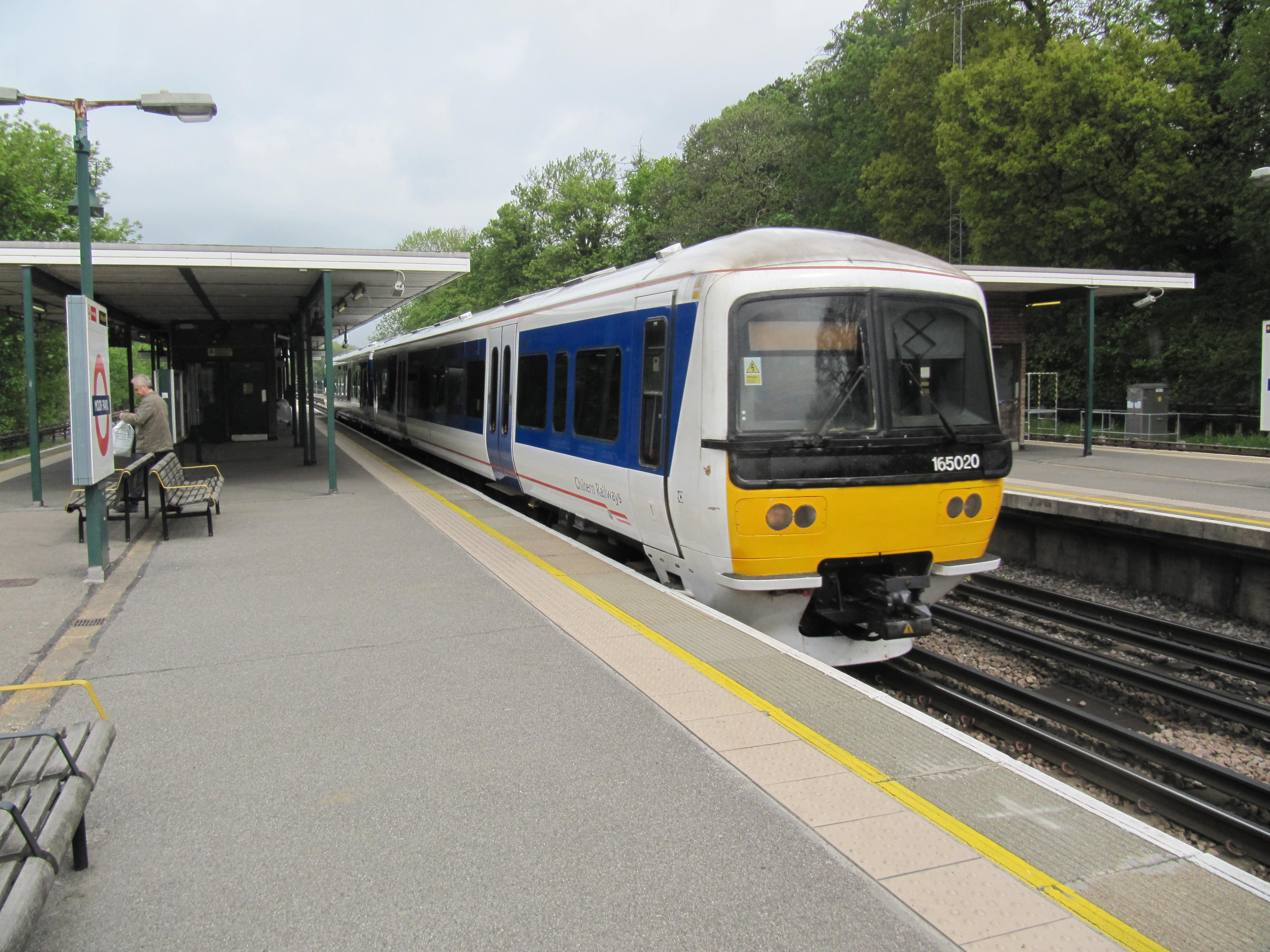
Um trem suburbano a diesel em direção a Marylebone ao longo da plataforma oeste.
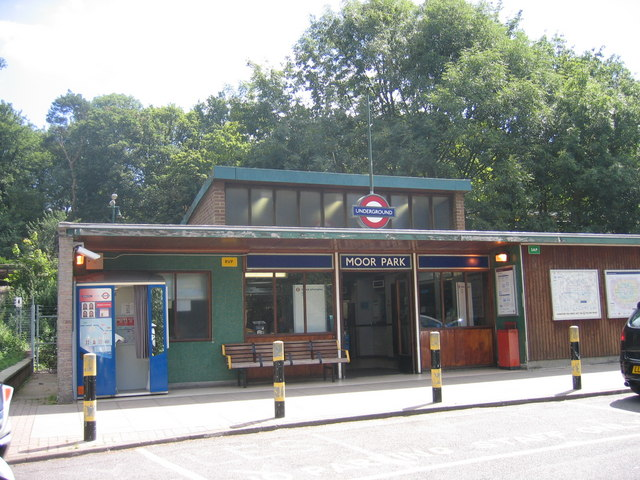
Estação de metrô Moor Park. Inaugurada em 1910 como Sandy Lodge para o campo de golfe local.